# Publio Seyo Fusciano
Publio Seyo Fusciano (en latín: Publius Seius Fuscianus) (c. 119 – después de 189) fue un senador romano que vivió en el siglo II, y desarrolló su carrera política bajo los imperios de Antonino Pío, Lucio Vero, Marco Aurelio y Cómodo.

## Biografía
Fue una amigo de la infancia y compañero de la escuela del emperador Marco Aurelio. El primer cargo conocido fue el de cónsul sufecto hacia 151, prefecto de la Ciudad de 187 a 189 y cónsul ordinarius en 188.
En el ejercicio del cargo de Prefecto de la Ciudad fue calificado como hombre severo, y actuó como juez contra los cristianos.
Géza Alföldy señala que tanto Fusciano como su compañero en su segundo consulado, Marco Servilio Silano, estaban "altamente cualificados" y sugiere que podrían haber sido miembros de alto rango del mando de Marco Aurelio durante las guerras marcomanas. Anthony Birley sugiere que Fusciano tuvo un papel papel decisivo en la conservación y publicación de las Meditaciones del emperador.

## Descendencia
Sus nietos fueron Seyo Caro y Seya Fuscinila.